# Carl Béchard
Pour les articles homonymes, voir Béchard.
Carl Béchard (né le 27 juillet 1953 - ) est un acteur et metteur en scène québécois.

## Biographie
Carl Béchard est diplômé du Conservatoire d'art dramatique de Montréal, promotion 1976.

## Carrière

### Filmographie
- 1990 : La Liberté d'une statue : Le Doubleur (voix)
- 1995 : Erreur sur la personne : Facteur
- 1997 : Le Siège de l'âme
- 1997 : La Conciergerie : René Tremblay
- 1997 : Les Chats ne dansent pas : Slinky (voix)
- 1998 : Le Roi lion 2 : La Fierté de Simba : Zazu (voix)
- 1999 : Histoire de jouets 2 : Slinky (voix)
- 2002 : Asbestos : Hubert Lacombe
- 2002 : L'Odyssée d'Alice Tremblay
- 2003 : Trouver Nemo : Bubulle (voix)
- 2004 : Bonzaïon
- 2006 : Garfield Pacha Royal : M. Hobbs (voix)
- 2009 : Monstres contre Aliens : Carl Murphy (voix)
- 2009 : Georges le petit curieux 2: Suivez ce singe : Wolfe (voix)
- 2010 : Dragons : Gobber (voix)
- 2010 : Histoire de jouets 3 : Slinky (voix)
- 2010 : Le discours du roi (doublure de Colin Firth)
- 2011 : Les Petits Pieds du bonheur 2 : Sven d'Amour (voix)
- 2011 : Les Schtroumpfs : Gargamel
- 2013 : Les Schtroumpfs 2 : Gargamel
- 2014 : Dragons 2 : Gobber (voix)
- 2016 : Normand du Nord : Socrates (voix)
- 2016 : Trouver Doris : Bubulles (voix)
- 2017 : Les Bagnoles 3 : Dusty (voix)
- 2018 : Norm of the North: Keys to the Kingdom : Socrates (voix)
- 2019 : Dragons 3 : Gobber (voix)
- 2019 : Histoire de jouets 4 : Slinky (voix)

### Série télévisée
- 1995 : 4 et demi... : Dr Étienne Raymond
- 1996 : Virginie : Harold Morrissette
- 1999 : Watatatow : Daniel Jutras (1999)
- 2001-: Sacré Andy ! : Al Larkin (voix)